# Oeuvre van Sergej Prokofjev

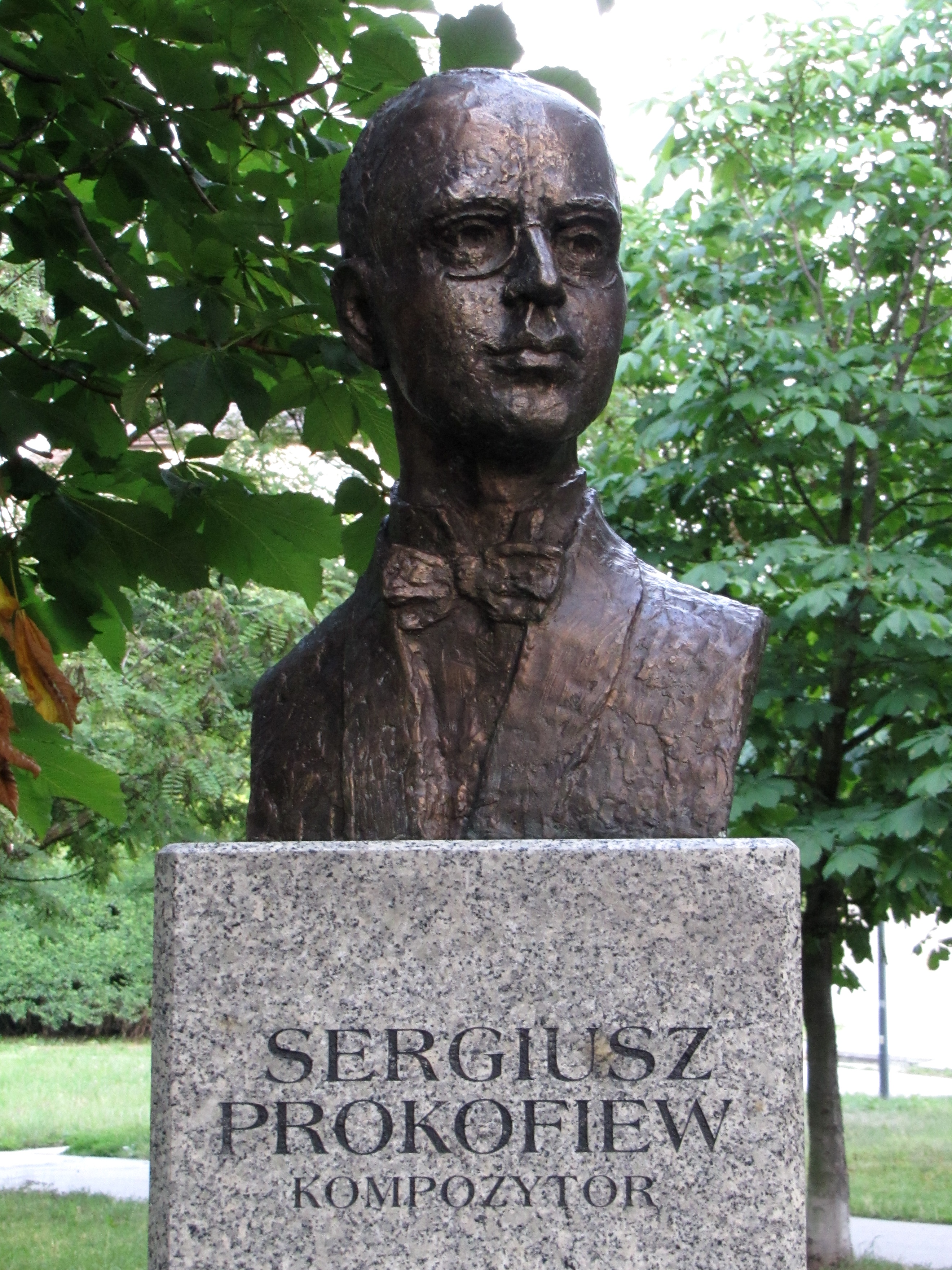
Sergej Prokofjev

Dit artikel geeft een overzicht van het oeuvre van de Russische componist Sergej Prokofjev.

## Oeuvre naar opusnummers
1. Pianosonate nr. 1 in F mineur (1908)
2. Vier etudes voor piano (1909)
3. Vier stukken voor piano (1911)
4. Vier stukken voor piano (1910-1912)
5. Sinfonietta in A (originele versie van 1909)
  1. Sinfonietta in A (revisie van 1928 als opus 48)
6. Dromen voor orkest (1910)
7. 2 gedichten voor (vrouwelijk) koor en orkest, van K. Balmont, op. 7, (niet uitgegeven) (1909-10)
8. "Herfstachtig", Op. 8 (1910)
9. 2 Gedichten op. 9
10. Pianoconcert nr. 1 in Des majeur (1911-1912)
11. Toccata in d voor piano (1912)
12. Tien stukken voor piano op. 12 
  1. Humoresque Scherzo voor vier fagotten (1915 met opusnummer 12bis)
13. Maddalena
14. Pianosonate nr. 2 in d (1912)
15. Ballade voor cello en piano
16. Pianoconcert nr. 2 in g mineur (1913, rev. 1923)
17. Sarkasmen, 5 stukken voor piano (1914)
18. Het lelijke eendje
19. Vioolconcert nr. 1 (1916-1917)
  1. Ala en Lolli (niet voltooid ballet)
20. Skythische suite orkestsuite van Ala en Lolli (1914-1915)
21. Chout (ballet)
22. "Visions Fugitives (Vluchtigheden"), 20 stukken (1915-1917)
23. Vijf gedichten
24. "De speler", opera in 4 bedrijven(1915-1917, rev. 1927-1928),
gebaseerd op de gelijknamige roman van Fjodor Dostojevski uit 1868
25. Symfonie nr. 1 in D "Klassieke Symfonie" (1916-1917)
26. Pianoconcert nr. 3 in C majeur (1917-21)
27. Vijf gedichten voor Anna Achmatova (liederen)
28. Pianosonate nr. 3 in a mineur (1907-1917)
29. Pianosonate nr. 4 in c mineur (1908-1917)
30. "Ils sont sept" cantate
31. "Verhalen van een oude grootmoeder" voor piano
32. Vier stukken voor piano
33. "De liefde voor de drie sinaasappels" (1919)
34. Ouverture over Hebreeuwse thema’s
35. "Melodie" voor zang en orkest,  (ca. 1920)
  1. Vijf liederen  bis voor viool en piano
36. Vijf gedichten
37. "De vurige engel", opera in 5 bedrijven,  (1919-23, rev. 1926-1927)
38. Pianosonate nr. 5 in C majeur (1923, rev. als op. 135)
39. Kwintet op. 39 (Tema con variazioni, Andante energico, Allegro sostenuto ma con brio,
Adagio pesante, Allegro precipitato, ma non troppo presto, Andantino) (1924)
40. Symfonie nr. 2 in d (1924), revisie gepland als op. 136
41. Suite uit "Le pas d'acier"  (1926)
42. Ouverture
43. Divertimento voor orkest of piano (1926-1929)
44. Symfonie nr. 3 in c (1928)
45. Choses en Soi voor piano  (Allegro moderato, Moderato scherzando) (1928)
46. "De verloren zoon"  (1929)
47. Symfonie nr. 4 in C, versie uit 1930 ;
48. Sinfonietta in A op. 5 (1909, rev. 1914), gereviseerd als op. 48 (1929)
49. Vier Portretten en finale uit "De Speler" (1931)
50. Strijkkwartet nr. 1 in b  (1930)
51. "Op de Djnepr" op. 51a (ballet)
52. Zes stukken (transscripties voor piano)
53. Pianoconcert nr. 4 in Bes voor de linkerhand (1931)
54. Twee sonatines voor piano (1931-1932)
55. Pianoconcert nr. 5 in G majeur in G  (1935)
56. Sonate in C groot voor 2 violen
57. "Chant symphonique"
58. Violoncelloconcert in e  (1934-1938)
59. Sonatine pastorale  in C groot voor piano
60. Poroetsjik Kizje : Symfonische suite opus 60 (1934)
61. Suite uit "Egyptische nachten" op. 61 (1934)
62. Pensées (piano) op. 62:(Adagio penseroso - Moderato, Lento, Andante) (1933-1934)
63. Vioolconcert nr. 2 in g op. 63 (1934)
64. "Romeo en Julia" ballet op. 64 (1935-1936)
65. Muziek voor Kinderen, op. 65 (1935)
66. 2 liederen op. 66a voor zang en orkest  (1935) 
  1. Vier liederen op. 66b voor zang of orkest  (1935)
67. "Peter en de wolf" op. 67 voor spreekstem en orkest (1936)
68. 3 kinderliedjes op. 68
69. 4 Marsen op. 69 (1935-1937)
  1. Mars voor de Spartakiade (ook bekend onder de titel "Athletic Festival March")
  2. Lyrische Mars F-gr.t.
  3. Mars Bes-gr.t.
  4. Mars As-gr.t. (1941)
70. "Pique Dame" op. 70, naar A. Puschkin, filmmuziek (1936)
  1. "Boris Godunov", Op. 70bis (1936)
71. "Eugene Onegin", op. 71 (1936)
72. Russische Ouverture op. 72 (1937)
73. 3 Romances op. 73 (1936)
74. "Cantate voor de 20e verjaardag van de Oktoberrevolutie" in 10 delen voor (slagwerkensemble en orkest, op. 74 (1936-1937)
75. "Romeo en Julia" voor piano op. 75 (1937)
76. Songs of our days op. 76 (1937)
77. "Hamlet", Op. 77 (1937-8)
78. "Alexander Nevski", cantate op. 78b (1938-1939)
79. Zeven liederen op. 79 (1939)
80. Vioolsonate nr. 1 in f op. 80 (1938-1946)
81. "Semjon Kotko" op. 81 (1939-1940)
82. Pianosonate nr. 6 in A op. 82 (1939-1940)
83. Pianosonate nr. 7 in Bes op. 83 (1939-1942)
84. Pianosonate nr. 8 in Bes op. 84 (1939-1944)
85. Chante de joie (zdravitsa) op. 85
86. "Trouwbelofte in een klooster" op. 86 (1940-41)
87. "Assepoester" Suite voor ballet, op. 87 (1940-1944)
88. Symfonische Mars op. 88
89. Zeven misgezangen en een mars, op. 89 (nr1, 2, en 7 niet uitgegeven) (1941)
90. Het jaar 1941 op. 90 (1941)
91. "Oorlog en vrede" op. 91 (1941, rev. 1952)
92. Strijkkwartet nr. 2 in F op. 92 (1941)
93. "Ballade van de onbekend gebleven jongen" op. 93 (voor solo, orkest en koor)
94. Fluitsonate in D op. 94 (1943)
  1. Vioolsonate nr. 2 in D op. 94a (1944, bewerking van de eerdere fluitsonate)
95. Drie stukken uit "Assepoester" voor piano, op. 95
96. 3 stukken voor 2 piano’s op. 96 (1941-42)
97. 10 stukken uit "Assepoester" voor piano, op. 97 (1940-1944)
98. Nationale hymne op. 98 (1943)
99. Mars Bes-gr.t. op. 99 (1943-1944)
100. Symfonie nr. 5 in Bes op. 100 (1944)
101. Suite voor orkest nr. 3, (uit Romeo en Julia) op. 101
102. 2 Stukken uit "Assepoester" voor 2 piano’s op.102 (1944)
103. Pianosonate nr. 9 in C op. 103 (1945)
104. 2 Russische liederen op. 104
105. Ode op het einde van de Tweede Wereldoorlog, op. 105 (1945)
106. 2 Duetten (naar Russische volksliederen, voor tenor, bas en piano op. 106 (1944)
107. Suite voor orkest (uit Assepoester) op. 107
108. Suite voor orkest (uit Assepoester) op. 108
109. Suite voor orkest (uit Assepoester) op. 109
110. Wals suites op. 110
111. Symfonie nr. 6 in es op. 111 (1945-1947)
112. Symfonie nr. 4 in C, versie uit 1947; op. 112;
113. Festive poem 1917 op. 113
114. "Cantate voor de 20e verjaardag van de Oktoberrevolutie"  op. 114 (1947)
115. Sonate voor viool solo of twee violen unisono op. 115
116. Filmmuziek bij "Ivan de Verschrikkelijke", deel I en II van Sergej Eisenstein, op. 116 (1942-45)
117. "De geschiedenis van een echte man", opera in 4 bedrijven (1947/1948)
118. "Het sprookje van de stenen bloem"  (1948-1950)
119. Sonate voor cellos en piano in C  (1949)
120. Twee Poesjkinwalsen
121. Marslied voor soldaten  (1950)
122. "Winterkampvuur" op. 122, Suite voor spreker, koor en orkest (1949-50)
123. "Zomernacht" (uit Trouwbelofte in het klooster) op. 123
124. "Op vredeswacht", oratorium op. 124 (1948)
125. Symfonisch concert in e op. 125 voor violoncello en orkest (1950-1952, volledig nieuwe bewerking van op. 58)
126. Huwelijkssuite op. 126 ("Het sprookje van de stenen bloem")
127. Zigeunerfantasie op. 127 ("Het sprookje van de stenen bloem")
128. Oeral rapsodie op. 128 ("Het sprookje van de stenen bloem")
129. De minnares van de koperen berg op. 129 ("Het sprookje van de stenen bloem")
130. Samenstromen Wolga en Don op. 130
131. Symfonie nr. 7 in cis op. 131 (1951-1952)
132. Celloconcertino in g-klein voor cello en orkest op. 132
  1. Andante uit Celloconcertino voor cello-ensemble
133. Pianoconcert nr. 6 (onvoltooid)
134. Cellosonate onbegeleid op. 134
135. Sonate nr. 5 C-majeur voor 2 piano’s op. 135 (1952-53) (bewerkte versie)
136. Symfonie nr. 2 herziene versie op. 136 (onvoltooid)
137. Pianosonate nr. 10 in e mineur (onvoltooid)
138. Pianosonate nr. 11 (onvoltooid)

## Oeuvre naar genre

### Werken voor orkest

#### Symfonieën
- 1916-1917 Symfonie nr. 1 in D - "Klassieke Symfonie", op. 25
- 1924 Symfonie nr. 2 in d, op. 40, revisie gepland als op. 136
- 1928 Symfonie nr. 3 in c, op. 44
- 1930 Symfonie nr. 4 in C, versie uit 1930 op. 47; versie van 1947 = opus 112
- 1944 Symfonie nr. 5 in Bes, op. 100
- 1945-1947 Symfonie nr. 6 in es, op. 111
- 1947 Symfonie nr. 4 in C, versie uit 1947; op. 112;
- 1951-1952 Symfonie nr. 7 in cis, op. 131
- 1909 rev.1914 Sinfonietta in A, op. 5, gereviseerd als op. 48 (1929)

#### Concerten voor instrumenten en orkest
- 1911-1912 Pianoconcert nr. 1 in Des, op. 10
- 1913 rev.1923 Pianoconcert nr. 2 in g mineur
- 1916-1917 Vioolconcert nr. 1 in D, op. 19
- 1917-1921 Pianoconcert nr. 3 in C, op. 26
- 1931 Pianoconcert nr. 4 in Bes, op. 53 voor de linkerhand
- 1934 Vioolconcert nr. 2 in g, op. 63
- 1934-1938 Violoncelloconcert in e, op. 58
- 1950-1952 Symfonisch concert in e op. 125 voor violoncello en orkest, volledig nieuwe bewerking van op. 58
- 1935 Pianoconcert nr. 5 in G, op. 55
- Pianoconcert nr. 6 (onvoltooid)
- Concertino in g op.132 voor violoncello en orkest, (1952, voltooid door Mstislav Rostropovitch en Dmitri Kabalevski)

#### Ouverturen
- 1919 Ouverture over Hebreeuwse thema's in c-klein, voor klarinet, strijkkwintet en piano, op. 34
- 1926 Amerikaanse ouverture in Bes-groot, voor kamerorkest, op. 42
- 1928 Amerikaanse ouverture in Bes-groot, voor orkest, op. 42b
- 1934 Ouverture over Hebreeuwse thema's, voor orkest, op. 34b
- 1936 rev.1937 Russkaya Uvertyura (Russische ouverture), voor orkest, op. 72
- 1947 Tridtsat Let (Dertig jaren), voor orkest, op. 113

#### Symfonische gedichten
- 1910 Sny (Dromen), voor orkest, op. 6
- 1910 rev.1915 en 1934 Osseneye (Herfstschetsen), voor kamerorkest, op. 8
- 1951 Vstretscha Volgi s Donom (Samenstromen Wolga en Don), feestelijk symfonisch gedicht voor orkest, op. 130

#### Suites
- 1914-1915 Ala en Lolli. Skythische suite, op. 20
- 1934 Porutschik Kische (Luitenant Kijé), Suite voor bariton en orkest, op. 60 
  1. Aankondiging van de geboorte van de lieutenant Kijé
  2. Romance, liefdeslied van Kijé
  3. Kijé's bruiloft
  4. Troika
  5. Kijé's begrafenis
- 1936 Romeo i Dschuljetta (Romeo en Julia), Suite nr. 1 voor orkest, op. 64b
- 1936 Romeo i Dschuljetta (Romeo en Julia), Suite nr. 2 voor orkest, op. 64c
- 1946 Romeo i Dschuljetta (Romeo en Julia), Suite nr. 3 voor orkest, op. 101
- 1946 Золушка (Assepoester), Suite Nr. 1 voor orkest, op. 107
- 1946 Золушка (Assepoester), Suite Nr. 2 voor orkest, op. 108
- 1946 Золушка (Assepoester), Suite Nr. 3 voor orkest, op. 109
- 1950 Letnyaya Notsch (Zomernacht), Suite voor orkest, op. 123
- 1951 Chosyayka Mednoy Gory (De minnares van de koperen berg), suite voor orkest, op. 129

#### Andere orkestwerken
- 1926-1929 Divertimento, op. 43 (bestaat ook in pianoversie)
- 1936 Peter en de wolf, voor spreekstem en orkest, op. 67
- 1938 Filmmuziek bij "Alexander Nevsky van Sergej Eisenstein, geen op. - bewerkt tot cantate, op. 78b
- 1941 Symfonische mars, op. 88
- 1942-1945 Filmmuziek bij "Ivan de Verschrikkelijke", deel I en II van Sergej Eisenstein, op. 116
- 1949 Poesjkin wals, op. 120
- 1951 Oeral-Rapsodie, op. 128

### Werken voor harmonieorkest (Militairkapel)
- 1935-1937 4 Marsen, op. 69 
  - Mars voor de Spartakiade (ook bekend onder de titel "Athletic Festival March")
  - Lyrische Mars F-gr.t.
  - Mars Bes-gr.t.
  - 1941 Mars As-gr.t., op. 89b
- 1943-1944 Mars Bes-gr.t., op. 99
- 1945 Ode op het einde van de Tweede Wereldoorlog, op. 105

### Oratoria en cantates
- 1936-1937 Кантата к XX-летию Октября (Cantate voor de 20e verjaardag van de Oktoberrevolutie) in 10 delen voor spreekstem, 2 vierstemmige gemengde koren, accordeon-, koperblazer- en slagwerkensemble en orkest, op. 74
- 1938-1939 Александр Невский (Alexander Nevski), cantate voor mezzosopraan, gemengd koor en orkest, op. 78b
- 1942-1943 Ballada o Maltschike, Ostavschemsya Neisvestnym (Ballade van de onbekende knaap), cantate voor sopraan, tenor, gemengd koor en orkest, op. 93
- 1948 Na Strasche Mira (Op vredeswacht), oratorium voor spreker, mezzosopraan, jongenskoor, gemengd koor en orkest, op. 124

### Theaterwerken

#### Opera's
| Voltooid in               | titel                                                                                           | aktes                            | première | libretto |
| ------------------------- | ----------------------------------------------------------------------------------------------- | -------------------------------- | --- | --- |
| 1900                      | Velikan (De reus)                                                                               | 3 aktes, 7 scènes                | 1901, privé-uitvoering | van de componist en andere |
| 1901                      | Na pustynnych ostrovach (Op de onbewoonde eilanden)                                             | fragmenten                       | | van de componist |
| 1903; rev. 1908-1909      | Pir vo vremja čumy (Het gelag gedurende de pest)                                                | 1 akte                           | | van de componist, naar Aleksandr Poesjkin |
| 1904-1907                 | Undina                                                                                          | 4 aktes                          | | A. M. Kilštedt naar Friedrich Heinrich Karl de la Motte Fouqué                                                                                               |
| 1911; rev.1913            | Maddalena, op. 13; georkestreerd door: Edward Downes                                            | 1 akte, 4 scènes                 | 25 maart 1979, BBC Londen (concertant); 28 november 1981, Graz, Opera | van de componist naar Magda Liven-Orlova, pseudoniem: Baron Liven                                                                                            |
| 1915-1917; rev. 1927-1928 | Igrok (De speler), op. 24                                                                       | 4 bedrijven, 6 taferelen         | 29 april 1929, Brussel, Koninklijke Muntschouwburg | van de componist, gebaseerd op de gelijknamige roman van Fjodor Dostojevski uit 1868                                                                         |
| 1919                      | L'Amour des trois oranges/ Ljubov' trëm apel'siam (De liefde voor de drie sinaasappels), op. 33 | proloog en 4 aktes, 10 taferelen | 30 december 1921, Chicago, Auditorium Theatre | van de componist naar Carlo Gozzi, Russische vertaling van Vsevolod Mejerchol'd, Vladimir Solovëv, Konstantin Vogak                                          |
| 1919-1923; rev.1926-1927  | Ognenny Angel (De vuurengel), op. 37                                                            | 5 aktes, 7 taferelen             | 14 juni 1928, Parijs, Opéra Garnier (akt 2 concertant); 25 november 1954, Parijs, Théâtre des Champs-Élysées (concertant); 29 september 1955, Venetië, Teatro "La Fenice" (toneel) | van de componist naar Valeri Brjoesov |
| 1939-1940                 | Semjon Kotko, op. 81                                                                            | 5 aktes, 7 taferelen             | 23 juni 1940, Moskou, Stanislavskij-Theater | van de componist naar Valentin Kataev |
| 1940-1941                 | Obručenie v monastyre (De verloving in het klooster), op. 86                                    | 4 aktes, 9 taferelen             | 5 mei 1946, Praag, Nationaal Theater | van de componist en Mira Mendelssohn-Prokofjeva naar "La Dueña" van Richard Brinsley Sheridan                                                                |
| 1941-1943; rev.1946-1952  | Vojna i mir (Oorlog en vrede), op. 91                                                           | Proloog en 5 aktes, 13 taferelen | 1 versie: 2 scènes: 16 oktober 1944, Moskou (privé concertant); 8 taferelen: 25 juni 1948, Praag, Nationaal Theater; 2e versie: 2 delen: 12 juni 1946, Leningrad, Klein operatheater; 3e versie: 10 taferelen: 26 mei 1953, Florence, Maggio musicale; 4e versie: 13 taferelen: 8 november 1957, Moskou, Stanislavskij-Nemirovič-Dančenko-Muziektheater | van de componist en Mira Mendelssohn-Prokofjeva naar Lev Tolstoj naar de notities van de dichter en partizaan Denis Vassiljevitsj Davidov over het jaar 1812 |
| 1942                      | Chan Buzaj                                                                                      | onvoltooid                       | | |
| 1947-1948                 | Povest' o nastojasčem čeloveke (De geschiedenis van een echte man), op. 117                     | 4 bedrijven, 10 taferelen        | 3 december 1948, Leningrad (privé - concertant); 8 oktober 1960, Moskou, Bolsjojtheater (toneel) | van de componist en Mira Mendelssohn-Prokofjeva naar Boris Polevoj                                                                                           |
| 1948                      | Dalëkie morja (Verre meren), (gepland als op. 118)                                              | onvoltooid                       | | van de componist en Mira Mendelssohn-Prokofjeva naar Vladimir Dychovičnyj                                                                                    |

#### Balletten
| Voltooid in   | titel                                                              | aktes                        | première                                         | libretto | choreografie      |
| ------------- | ------------------------------------------------------------------ | ---------------------------- | ------------------------------------------------ | --- | ----------------- |
| 1914-1915     | Ala i Lolli, op. 20; (teruggetrokken)                              |                              |                                                  | |                   |
| 1915 rev.1920 | Сказка про шута (Le Chout), op. 21                                 | 6 taferelen                  | 17 mei 1921, Parijs, Théâtre de la Gaîté-Lyrique | Serge Diaghilev naar een Russisch sprookje                                                                            |                   |
| 1924          | Trapeziya (Trapeze), op. 39                                        | 1 akte                       |                                                  | |                   |
| 1925-1926     | Стальной скок (Le Pas d'acier), op. 41                             | 2 scènes                     | 8 juni 1927, Parijs, Théâtre Sarah-Bernhardt     | van de componist | Léonide Massine   |
| 1928-1929     | Блудный сын (De verloren zoon), op. 46                             | 3 scènes                     | 21 mei 1929, Parijs, Théâtre Sarah-Bernhardt     | Boris Kochno, vrij naar het Evangelie volgens Lucas 15: 11-32                                                         | George Balanchine |
| 1930-1931     | На Днепре (Aan de Dnjepr), op. 51                                  | 2 scènes                     | 16 december 1932, Parijs, Opéra Garnier          | Serge Lifar en de componist                                                                                           |                   |
| 1935-1936     | Ромео и Джульетта (Romeo en Julia), op. 64                         | 3 aktes en epiloog, 9 scènes | 30 december 1938 Brno                            | Radlov, Pjotrkovskij, L. Lavrovskij en de componist naar William Shakespeare                                          |                   |
| 1940-1944     | Золушка (Assepoester), op. 87                                      | 3 aktes                      | 21 november 1945, Moskou, Bolsjojtheater         | Nikolai D. Volkov |                   |
| 1948-1953     | Сказ о Каменном Цветке (Het sprookje van de stenen bloem), op. 118 | Proloog en 4 aktes           | 12 februari 1954, Moskou, Bolsjojtheater         | Mira Mendelssohn-Prokofjeva en L. Lavrovski naar de vertellingen uit de Oeral "De Malachitbewaarbox" van Pavel Bazhov |                   |

### Werken voor koren
- 1909-1910 Twee gedichten, voor vrouwenkoor en orkest, op. 7
- 1935 Twee massaliederen, voor gemengd koor en orkest, op. 66a
- 1937 Pesni Naschich Dney (Liederen van onze dagen), voor solisten, gemengd koor en orkest, op. 76
- 1939 Sdravitza (Heil Stalin), voor gemengd koor en orkest, op. 85 (ter gelegenheid van de 60e verjaardag van Iosif Vissarionovitsj Stalin)
- 1941-1942 Zeven massaliederen en mars, voor gemengd koor en piano, op. 89
- 1950 Marslied van de soldaten, voor gemengd koor, op. 121

### Liederen
- 1903 O, Net, Ne Figner (Oh, nee, niet beroeren), voor zangstem en piano
- 1903 Skaschi Mne (Zeg mij), voor zangstem en piano
- 1903 Smotri, Puschinki, voor zangstem en piano
- 1903 Usch Ya Ne Tot (Ik bin niet langer dezelfde), voor zangstem en piano
- 1906-1907 Mastityie, Vetvistyie, Duby (Oude warrige eikenboom), voor zangstem en piano
- 1910-1911 Twee gedichten, voor zangstem en piano, op. 9
- 1914 Gadkiy Utenok (Het verschrikkelijke eendje), voor mezzosopraan en piano (in 1923 georkestreerd), op. 18
- 1915 Vijf gedichten, voor zangstem en piano, op. 23
- 1916 Vijf gedichten, voor zangstem en piano, op. 27
- 1920 Vijf liederen zonder worden, voor zangstem en piano, op. 35
- 1920 Mélodie, voor zangstem en piano, op. 35b
- 1921 Vijf gedichten, voor zangstem en piano, op. 36
- 1927 Vijf Kasachische folk-liederen, voor zangstem en piano
- 1934 Twee liederen, voor zangstem en piano, op. 60b
- 1935 Vier liederen, voor zangstem (of eenstemmig koor) en piano, op. 66b
- 1936 Drie kinderliederen, voor zangstem en piano, op. 68
- 1936 Drie romances, voor zangstem en piano, op. 73
- 1939 Drie liederen, voor zangstem en piano, op. 78b
- 1939 Drie liederen, voor zangstem en piano, op. 79
- 1944 Twaalf Russische liederen, voor zangstem en piano, op. 104

### Kamermuziek
- 1930 Strijkkwartet nr. 1 in b, op. 50
- 1941 Strijkkwartet nr. 2 in F, op. 92
- 1938-1946 Vioolsonate nr. 1 in f op. 80
- 1943 Fluitsonate in D op. 94
- 1944 Vioolsonate nr. 2 in D op. 94a (bewerking van de eerdere fluitsonate)
- 1949 Violoncellosonate in C, op. 119

### Werken voor piano
- 1907-1917 Pianosonate nr. 3 in a op. 28
- 1908-1917 Pianosonate nr. 4 in c, op. 29
- 1908 Pianosonate nr. 1 in f op. 1
- 1909 Vier etudes voor piano, opus 2
- 1912 Pianosonate nr. 2 in d op. 14
- 1912 Toccata in d, op. 11
- 1914 Sarkasmen, 5 stukken, op. 17
- 1915-1917 Visions Fugitives (Vluchtigheden), 20 stukken, op. 22
- 1923 Pianosonate nr. 5 in C, op. 38 (rev. als op. 135)
- 1926-1929 Divertimento, op. 43 (bestaat ook in orkestversie)
- 1935 Muziek voor Kinderen, op. 65
- 1939-1940 Pianosonate nr. 6 in A op. 82
- 1939-1942 Pianosonate nr. 7 in Bes, op. 83
- 1939-1944 Pianosonate nr. 8 in Bes, op. 84
- 1945 Pianosonate nr. 9 in C, op. 103
- Vier stukken voor piano, opus 4, met Suggestion Diabolique.